# Hitri antigenski test COVID-19
Hitri antigenski testi COVID-19, pogosto imenovani tudi testi COVID-19 lateralnega toka, so hitri antigenski testi za odkrivanje okužbe s SARS-CoV-2 (ki povzroča COVID-19). Hitro jih je mogoče izvajati z minimalnim usposabljanjem, ponujajo pomembne stroškovne prednosti, saj stanejo le delček drugih oblik testiranja COVID-19, in uporabnikom dajo rezultat v 5–30 minutah. Vendar pa imajo visoko stopnjo lažno negativnih rezultatov. Hitri antigenski testi se v več državah uporabljajo kot del množičnega testiranja ali presejalnih pristopov za celotno populacijo. Velja, da so dragoceni za prepoznavanje posameznikov, ki so brezsimptomni in bi lahko potencialno širili virus na druge ljudi, ki sicer ne bi vedeli, da so okuženi. To se razlikuje od drugih oblik testiranja COVID-19, kot je PCR, za katere na splošno velja, da so uporabni za simptomatske posameznike, saj imajo večjo občutljivost in lahko natančneje prepoznajo primere.
Na trgu je več hitrih antigenskih testov za odkrivanje covida 19. Nekateri so namenjeni le profesionalni rabi, drugi pa so primerni tudi za samotestiranje. Testi za profesionalno rabo se lahko za zagotavljanje varnosti in učinkovitosti izvajajo le s strani profesionalnih uporabnikov, akreditiranih laboratorijev in usposobljenega osebja.

## Zgodovina razvoja tehnologije hitrega testa COVID-19
Hitri testi za COVID-19 so nastali z velikimi naložbami v okviru spornega britanskega programa Moonshot, ki je vreden 100 milijard funtov in je namenjen sistematični oceni, razvoju in izvajanju novih tehnologij za testiranje COVID-19. Hitri testi so bili sprva del tega sistematičnega ocenjevanja skupaj s številnimi drugimi domnevnimi tehnologijami za testiranje COVID-19, kot so Lamp, Lampore, PCR na mestu oskrbe, masna spektrometrija in združevanje vzorcev. Vendar so se z nadaljevanjem ocenjevanja hitri testi izkazali kot najuspešnejša oblika testiranja COVID-19 v tem programu, ki je dopolnjevala obstoječe testiranje PCR.

## Mednarodne smernice za uporabo in razvoj tehnologije hitrih testov COVID-19
Zgodnjo znanstveno utemeljitev potencialne uporabnosti hitrih testov in globalno usmeritev za razvoj tehnologije hitrih testov so okrepile začasne smernice Svetovne zdravstvene organizacije, ki so opozorile na potencialne koristi. V poročilu je bilo navedeno, da je hitre teste veliko lažje izvajati in da so stroškovno ugodni. Svetovna zdravstvena organizacija je priporočila njihovo uporabo pri izbruhih bolezni, za zgodnje odkrivanje primerov in spremljanje trendov bolezni. Kasneje je Evropska komisija na podlagi hitro naraščajočega števila študij to priporočilo razširila. Evropska komisija je priporočila uporabo tehnologije hitrih testov za presejanje celotne populacije, kadar je delež pozitivnih testov visok ali zelo visok. Do januarja 2021 se je Evropska komisija dogovorila, da bo okrepila svoje stališče in zagovarjala veliko večjo uporabo hitrih testov, pri čemer je navedla, da »če bi raziskave dokazale, da lahko hitre antigenske teste izvaja testiranec sam /.../, bi lahko razmislili tudi o samopregledovanju s strokovnim vodenjem ali brez njega«.

## Prve študije
Eno od dokončnih študij za hitre teste so izvedle Public Health England, Univerza v Oxfordu in Univerza v Manchestru, začela pa sta jo profesor Richard Body in doktor Lennard Lee. Študija Falcon-C19, ki se je začela v treh dneh, 17. septembra. Prvi bolnik je bil vključen na parkirišču stadiona Manchester City Etihad v novem raziskovalnem centru za testiranje COVID-19. Študija se je hitro razširila na 14 skupnostnih raziskovalnih mest po vsem Združenem kraljestvu. Študija se je zaključila 23. oktobra, ko je bilo vključenih 878 oseb. Študija je bila ena od najhitreje pridobljenih britanskih raziskovalnih študij COVID-19 v državi. Študija je zagotovila dokončne dokaze, da so pripomočki za hitro testiranje lahko z veliko natančnostjo zaznali pozitivne rezultate. V tej študiji so bili na podlagi vzorcev brisov posameznikov s simptomatsko in asimptomatsko boleznijo potrjeni skupno 4 hitri testi, vključno s testoma Innova in Orientgene.
Ob objavi vmesne analize te britanske študije so ZDA potrdile, da bodo od podjetja Abbott kupile 100 milijonov hitrih testov in jih poslale po vsej državi za začetek podobnih ameriških študij, ki bodo dopolnile študije, ki jih je začela Univerza v Oxfordu.

## Študije vrednotenja po svetu
Slovaška je 2. novembra postala prva država na svetu, ki je začela množično testiranje s hitrimi testi po vsej državi. Pet milijonov hitrih testov je opravilo 60.000 zaposlenih, ki so uporabljali test SD Biosensor z antigenom in izvajali odvzem brisov prebivalstva. Zaradi tega je Evropska komisija priporočila, da se hitri testi uporabljajo kot del presejalnega testa za celotno prebivalstvo. Dve raziskavi, objavljeni v začetku leta 2021, ena profesorja Martina Kahanca s Srednjeevropske univerze in njegovih soavtorjev ter druga Martina Pavelke z London School of Hygiene & Tropical Medicine in njegove ekipe, kažeta, da so učinki jesenskega vala množičnega testiranja s hitrimi antigeni na Slovaškem pomagali zatreti pandemijo v državi, čeprav je bil glede na prvo študijo učinek množičnega testiranja na pandemijo začasen in je po približno dveh tednih začel popuščati.
V Združenem kraljestvu so nadaljevali s tekočim programom razvoja hitrega testa z uporabo hitrega testa Innova, kar je bilo vse bolj nujno, saj je bilo primerov COVID-19 po Evropi vse več. Predsednik vlade Boris Johnson je 6. novembra v okviru pospešenega vrednotenja tehnologije začel izvajati presejalne teste v Liverpoolu po vsem mestu. Nadaljnja širitev pilotnih projektov hitrih testov se je začela tudi za številne sektorje, kjer testiranje prej ni bilo na voljo. Med njimi so bili tudi študenti na univerzah, ki so jih izbruhi še posebej prizadeli. To se je sprva začelo na univerzi Durham, ki je imela infrastrukturo in strokovno znanje za upravljanje programa hitrih testov, nato pa se je razširilo na večino univerz v Združenem kraljestvu in omogočilo nacionalni načrt v obliki evakuacije, da so se študenti za božič varno vrnili domov. Hitri testi so se izvajali tudi v nacionalni zdravstveni službi za osebje, da bi zmanjšali možnost prenosa na bolnike, ter v lokalnih organih in domovih za ostarele, da bi omogočili obiske stanovalcev. V Walesu je bilo 18. novembra v mestu Merthyr Tydfil opravljeno prvo testiranje v celotni občini. V tem času je bilo testiranje izvedeno tudi po šolah v ZDA za učence s simptomi ter po portugalskih domovih za ostarele in šolah.
Svetovna prizadevanja za okrepitev vrednotenja hitrih testov je začel oddelek Svetovne zdravstvene organizacije (SZO) za izredne razmere, ki je 10. novembra začel obsežen projekt izvajanja hitrih diagnostičnih testov, k čemur je pripomogel sporazum Fundacije Billa in Melinde Gates, ki je omejil stroške za države z nizkimi in srednjimi dohodki.
Avstrija je 5. decembra začela množično testiranje po vsej državi in naročila sedem milijonov testov, sestavljenih iz testov SD Biosensor in Siemens Clinitest (tudi Orientgene).
Do sredine decembra so bile objavljene številne študije, ki so potrjevale učinkovitost in uspešnost uporabe hitrih testov za identifikacijo oseb s COVID-19, vključno s študijami na Nizozemskem, v Združenem kraljestvu in ZDA. Vse te študije so omogočile, da so hitri testi vstopili v standardne nacionalne strategije testiranja COVID-19. Globalno preskušanje hitrih testov je bilo zdaj običajno v šolah v Kanadi, potovalnih središčih v Indoneziji in po vsej Indiji.

## Pomisleki glede uporabe
Številni posamezniki so izrazili pomisleke, da natančnost hitrih testov ni tako dobra kot pri testiranju na COVID-19 s PCR. Podatki, ki so bili objavljeni na podlagi testiranja na ravni mesta Liverpool v Združenem kraljestvu, so pokazali, da so vojaški izvajalci testa, po vzoru drugih pilotnih projektov v Indiji, dosegli uspešnost testiranja, primerljivo z usposobljenimi laboratorijskimi strokovnjaki. V znanstveni in psihološki skupnosti je potekala razprava o tem, ali lahko hitri testi vodijo k lažni pomiritvi in spremembi vedenja. Do premika v razmišljanju o uporabi hitrih testov je prišlo po objavi članka iz ZDA. Profesor Michael Mina je teoretiziral, da so hitri testi še vedno koristni, saj se z njimi prepoznajo kužni posamezniki, ter izpostavil korist ponavljanja hitrega testiranja in navsezadnje pridobivanje rezultatov, ki je veliko hitrejše kot pri drugih oblikah testiranja. Dr. Susan Hopkins, ena vodilnih strokovnjakinj v Združenem kraljestu na področju obvladovanja covida 19, je prav tako opozorila, da so hitri testi sredstvo za iskanje »ljudi, ki jih sicer ne bi mogli najti«.
Evropska komisija se je 11. decembra 2020 sestala na sestanku, na katerem je ugotovila, da je mogoče hitreje prepoznati primere, in glede na to, da se je število primerov v Evropi povečalo, oblikovala skupni evropski okvir za »uporabo, potrjevanje in vzajemno priznavanje hitrih testov« ter namenila 100 milijonov evrov za nakup testov podjetij Roche in Abbott. Stella Kyriakides, komisarka za zdravje in varnost hrane, je dejala: »Hitri antigenski testi nam zagotavljajo hitrost, zanesljivost in hiter odziv pri osamitvi primerov COVID. To je ključnega pomena za upočasnitev širjenja pandemije.«
Drugi posamezniki so izrazili zaskrbljenost zaradi počasnega uvajanja in uporabe hitrih testov ter morebitnih izgubljenih življenj, do katerih bi lahko prišlo zaradi tega. Akademska skupina iz Kanade je opozorila, da bi lahko s hitrimi testi preprečili polovico smrtnih primerov v domovih za ostarele na začetku pandemije.

## Regulatorne odobritev za uporabo za hitrih testov COVID-19 po svetu
Po uspehu številnih študij po vsem svetu za analizo hitrih testov od avgusta 2020 so regulatorni organi po vsem svetu odobrili hitre teste kot del strategije za uporabo testiranja kot »novega pristop v boju proti pandemiji«. Ameriški FDA je 16. decembra 2020 postal prvi organ, ki je odobril Abbottov hitri test. Pozneje je bila izdana še odobritev za domači test Ellume COVID-19.
Hitre teste je odobrilo tudi kanadsko ministrstvo za zdravje, pri čemer je njegov svetovalec, profesor David Juncter, poudaril, da so »najboljši hitri testi zelo natančni pri odkrivanju kužnih oseb«, specialist za infekcijske bolezni Jean Longtin pa, da »nam bo to omogočilo, da bomo hitrejši od virusa in bomo v uri ali dveh našli stike osebe, namesto da bi čakali 24 ur«.
Britanska agencija MHRA je 23. decembra 2020 potrdila odobritev hitrega testa Innova za testiranje za lastno uporabo. Sir John Bell, regijski profesor medicine na Univerzi v Oxfordu, je po očitnem svetovnem uspehu tega globalnega razvoja hitrih testov dejal: »Hitri testi so bili osrednji del dobre obrambe pred koronavirusom, saj so bili hitri, poceni in uporabni za ponovna testiranja«.

## Hitri testi kot »vrnitev v normalno stanje«
Španija je postala prva država, ki je uporabila hitre teste za lažjo vrnitev v normalno stanje, saj so bili hitri testi široko dostopni v lekarnah, v Barceloni pa je bil za posameznike, ki so opravili hitri test, organiziran brezplačen glasbeni koncert. Podoben pristop je bil uporabljen v Albaniji, da bi omogočili glasbene festivale. Vendar so bili številni strokovnjaki glede tega pristopa negotovi, saj so menili, da »hitri testi niso rešitev za ponovni začetek normalnega življenja«, temveč bi jih lahko uporabili v kombinaciji z drugimi pomembnimi ukrepi za preprečevanje okužb, kot so nošenje ustrezne osebne zaščitne opreme, redno umivanje rok in socialno distanciranje, da bi ljudem omogočili, da preživijo pomemben čas s tistimi, ki jih imajo radi, in jim hkrati pomagali ohraniti večjo varnost.

## Novi sevi COVID-19
22. decembra 2020 je bil v Združenem kraljestvu ugotovljen nov bolj nalezljiv sev SARS-CoV-2, VOC-202012/01. Ta sev se je hitro razširil po vsem svetu. Ob razširjeni svetovni uporabi te oblike testiranja COVID-19 se je pojavila skrb, da bo zaradi te različice hitro testiranje postalo zastarelo. V okviru pospešenega tehnološkega vrednotenja lateralnega pretoka v Združenem kraljestvu so laboratoriji Public Health England v 24 urah lahko potrdili, da hitri testi v svetovnem razvoju niso prizadeti in da lahko prepoznajo novo različico. Razlog za to je bil, da hitri testi na splošno ciljajo na nukleokapsidni protein in ne na konični protein. Vendar pa so bili nedavno ugotovljeni nekateri sevi, ki vplivajo na občutljivost nekaterih hitrih testov tudi do 1000-krat. Na srečo je pogostost teh nukleokapsidnih mutacij (zlasti D399N) v svetovnem merilu še vedno razmeroma nizka in znaša ~0,02 %.

## Humanitarna uporaba hitrih testov
Poleg rutinske uporabe v skupnosti so se hitri testi uporabljali tudi v okviru humanitarnih prizadevanj med pandemijo. Po poplavah v Džakarti v Indoneziji 2. decembra 2020 so bili hitri testi na voljo v zavetiščih ob poplavah. Poleg tega je po zaprtju državnih meja v Evropi zaradi izrednih razmer, ki jih je tik pred božičem povzročil novi sev v Združenem kraljestvu, skoraj 6.000 voznikov tovornjakov ostalo brez hrane, kar je dejansko ustavilo božično dostavo hrane. Francoski gasilci so v 24 urah ob Rokavskem prelivu uporabili hitre teste. Hitri testi so tovornjakom omogočili, da so se vrnili na cesto, opravili dobave in se vrnili k družinam za božič, kar dokazuje potencialno globalno uporabnost enostavno izvedljivega testa COVID-19. Zdravniki brez meja so odločno podprli uporabo hitrih testov v državah z nižjimi in srednjimi dohodki, pri čemer so zapisali, da »antigenski testi za COVID-19 lahko dajo hitre in uporabne rezultate ter zagotovijo pravočasno identifikacijo ljudi, okuženih z virusom, na ravni skupnosti«.

## Amerika in hitri testi
ZDA, ki so skupaj z Združenim kraljestvom sprva precej vlagale v razvoj tehnologije hitrih testov, so nadaljnje ocenjevanje hitrih testov kot dela pristopov množičnega testiranja v ZDA zastale zaradi zastoja v zvezi z 900 milijardami dolarjev pomoči COVID-19 iz zakona o konsolidiranih proračunskih sredstvih. Predlog zakona so kritizirali, ker ni izrecno določil naložb v hitre teste kot stroškovno ugodno in učinkovito obliko testiranja na ravni celotne populacije. Znanstveniki v ZDA, kot je profesor Michael Mina z univerze Harvard, so opozorili, da so testi »zelo učinkovito dopolnilo vsemu drugemu, kar ljudje že počnejo« in da bi »domači testi za COVID-19 lahko zmanjšali stopnjo okužb«. To mnenje je podkrepil tudi profesor William A. Haseltine s Harvarda v članku v reviji Forbes, v katerem je predlagal, da bi »hitri, samoplačniški testi lahko ustavili vedno večji val bolezni in smrti«, in v članku profesorice Annie Sparrow z newyorške univerze Mount Sinai, ki je predlagala, da je »poceni množično testiranje nujno za zmago nad pandemijo« zaradi »izrednih razmer zaradi zelo kužnega in hitro se širečega seva B117 v Veliki Britaniji in podobnega seva iz Južne Afrike«. Hitri domači testi za COVID-19 so bili januarja 2021 po predhodni odobritvi FDA javno dostopni posameznikom. Te teste je zdravstveno zavarovanje v ZDA povrnilo osebam s simptomi COVID-19 ali tistim, ki so bili v tesnem stiku z okuženo osebo ali z osebo, ki je kazala simptome. V članku v časopisu Washington Post je bilo predlagano, da največja korist hitrih testov v ZDA morda ne bo uresničena, dokler »zvezna vlada ne bo krila testiranja asimptomatskih oseb, saj je prenos s temi osebami tako velik del izbruha«, saj testiranja teh oseb ni krilo zdravstveno zavarovanje. Po izvolitvi novega predsednika januarja 2021 so ZDA z objavo predsedniških izvršnih ukazov začele ponovno vlagati v razvoj tehnologije hitrih testov.

## Globalna tržna vrednost
Po razširjeni uporabi hitrih testov po vsem svetu imajo hitri testi tržno vrednost 15 milijard dolarjev, vendar se pričakuje, da se bo trg od leta 2024 zaradi cepljenja svetovnega prebivalstva do konca leta 2023 ustavil. V ZDA je trg hitrih testov znašal 3,9 milijarde USD z več kot 20-odstotno stopnjo rasti v bolnišnicah, klinikah, azijsko-pacifiški regiji, pa tudi zaradi testov za končne uporabnike. Mednarodni tržni analitiki napovedujejo, da se bodo proizvajalci hitrih testov soočali s stalnim naraščanjem potreb, saj bo vse več posameznikov in držav začelo uporabljati hitre teste za prepoznavanje posameznikov z blažjimi simptomi. Številni komentatorji in znanstveniki iz ZDA so izrazili zaskrbljenost, ali bo svetovna proizvodna mreža lahko zadovoljila svetovno povpraševanje in proizvedla več sto milijonov testov, ki bi bili potrebni za pogoste hitre teste.